# Tomás Gutiérrez Alea
Tomás Gutiérrez Alea, dit Titon, est un réalisateur cubain, né le 11 décembre 1928 à La Havane et décédé le 16 avril 1996 à La Havane.
Il est l'un des fondateurs et précurseurs de l'Institut cubain de l'art et de l'industrie cinématographiques (ICAIC). Il est surtout connu pour son film Fraise et Chocolat (Fresa y chocolate) qu'il a coréalisé avec Juan Carlos Tabío.

## Biographie
À 18 ans, il commence des études de Droit à l'Université de La Havane et obtient son Doctorat en 1951. Mais ses véritables passions sont depuis toujours le cinéma et la politique, qu'il entremêlera tout au long de sa carrière. 
Dès 1947, il commence à tourner des courts-métrages humoristiques. Ceux-ci, remarqués par le Parti Socialista Popular (PSP), lui permettent d'obtenir son premier contrat en 1948. En 1951, il part vivre pendant trois ans à Rome où il étudie la réalisation.
En 1955, de retour à Cuba, il coréalise avec Julio García Espinosa un moyen-métrage documentaire sur la vie des charbonniers des marécages de Zapata, El Megano (16 mm). Le film est confisqué par la police. Toujours avec Julio Garcia Espinosa, il organise en 1959 le Département Cinéma du Ministère de la Culture du gouvernement rebelle de Fidel Castro. Puis, il tourne l'emblématique Esta tierra nuestra (1959), premier court-métrage de fiction réalisé depuis l'avènement du régime castriste, consacré à la vie dans la campagne avant la réforme agraire. L'arrivée au pouvoir des forces révolutionnaires inspire son cinéma, et en 1960, il tourne coup sur coup son premier long-métrage de fiction Histoires de la Révolution (Historias de la revolución) et un court-métrage documentaire, Asamblea general, célébrant les manifestations populaires ayant débouché sur la première déclaration de La Havane. 
En 1962, il réalise Doce sillas, qu'il présente l'année suivante à Moscou. En 1964, il réalise Cumbite, d'après un roman de Jacques Roumain. 
En 1968 sort Mémoires du sous-développement, que nombre de critiques considèrent comme son plus grand film, et l'un des films les plus remarquables du cinéma cubain. 
En 1976, après un an passé à représenter le cinéma cubain dans le monde, il réalise La Ultima Cena puis Les Survivants (Los Sobrevivientes) (1978), adapté de Jose Benitez Rojo. En 1979, arrive l'heure de la consécration pour ce réalisateur engagé : Mexico puis New York organisent les premières rétrospectives de son œuvre, tandis qu'il est l'invité des Festivals de Berlin et de Cannes, et que le Festival de San Francisco lui rend hommage. En 1983, il participe à la première Assemblée mondiale des réalisateurs de cinéma organisée au Portugal, et achève Jusqu'à un certain point (Hasta cierto Punto) qu'il présente en 1984 aux Festivals de Berlin et San Francisco. Cinq ans plus tard, il se lance dans sa première adaptation de Gabriel García Márquez, Lettres du parc, suivi en 1991 par le tournage au Mexique d'un court-métrage, toujours tiré des écrits de son célèbre contemporain colombien, Contigo en la distancia. En 1993, avec Juan Carlos Tabio, il réalise Fraise et Chocolat (Fresa y Chocolate) qui ouvre le XVe Festival international du nouveau cinéma latinoaméricain. 
Déjà très malade, Tomas Gutierrez Alea qui, pendant des années, s'était vu refuser l'accès au territoire américain pour son supposé activisme politique pro-castriste, est finalement accueilli à Hollywood pour la nomination de Fraise et Chocolat aux Oscars 1995 dans la catégorie Meilleur film étranger. Il meurt le 16 avril 1996 à La Havane, à l'âge de 67 ans, quelques mois après la sortie en salles de son dernier film, Guantanamera.

## Filmographie
- 1947 : La caperucita roja, un fakir (inachevé)
- 1949 : Primero de Mayo
- 1950 : Una confusion cotidiana
- 1955 : El Megano
- 1957 : La toma de La Habana por los Ingleses
- 1959 : Esta tierra nuestra
- 1960 : Historias de la revolución
- 1960 : Asamblea general
- 1961 : Muerte al Invasor
- 1962 : Las doce Sillas (es)
- 1964 : Cumbite (es)
- 1966 : La Mort d'un bureaucrate (Muerte de un burócrata)
- 1968 : Mémoires du sous-développement (Memorias del subdesarrollo)
- 1971 : Una pelea cubana contra los demonios (es)
- 1974 : El arte del tabaco
- 1976 : La Dernière Cène (La última cena)
- 1977 : De cierta manera
- 1978 : Les Survivants (Los sobrevivientes)
- 1983 : Jusqu'à un certain point (Hasta cierto punto)
- 1988 : Cartas del parque (es)
- 1991 : Contigo en la distancia
- 1993 : Fraise et Chocolat (Fresa y Chocolate)
- 1995 : Guantanamera